# نظام تصنيف أنواع البناء
نظام تصنيف أنواع البناء (CC) ، عبارة عن تسمية لتصنيف المنشآت (أي المباني ) وفقًا لنوعها. يعتمد على التصنيف المركزي للمنتجات الذي نشرته الأمم المتحدة في عام 1991. وتمت الموافقة على صيغتها النهائية في عام 1997.
ويتم استخدام طريقة الترقيم بالنظام العشري - بحيث يكون كل نوع مؤهل برقم مكون من أربعة خانات - كالآتي :
1. الخانة الأولى (مكونة رقم واحد) -وهي لوصف القسم أما المباني أو أعمال الهندسة المدنية
2. الخانة الثانية لوصف الشعبة وهم 6 شعب
3. الخانة الثالثة لوصف المجموعات وهم 20 مجموعة
4. الخانة الرابعة لوصف الفصول وهم 46 فصل

نظام تصنيف أنواع البناء CC هو «معيار يجب أخذه في الاعتبار عند تسجيل وجمع ومعالجة وتحليل ونقل ونشر البيانات عن أعمال البناء لأغراض الإحصاء وحفظ السجلات» في مختلف البلدان الأوروبية ويوروستات